# Perley
Perley és una població dels Estats Units a l'estat de Minnesota. Segons el cens del 2000 tenia 121 habitants.

## Demografia
Segons el cens del 2000, Perley tenia 121 habitants, 53 habitatges, i 35 famílies. La densitat de població era de 194,7 habitants per km².
Dels 53 habitatges en un 34% hi vivien nens de menys de 18 anys, en un 52,8% hi vivien parelles casades, en un 9,4% dones solteres, i en un 32,1% no eren unitats familiars. En el 28,3% dels habitatges hi vivien persones soles el 5,7% de les quals corresponia a persones de 65 anys o més que vivien soles. El nombre mitjà de persones vivint en cada habitatge era de 2,28 i el nombre mitjà de persones que vivien en cada família era de 2,69.
Per edats la població es repartia de la següent manera: un 24,8% tenia menys de 18 anys, un 9,1% entre 18 i 24, un 27,3% entre 25 i 44, un 31,4% de 45 a 60 i un 7,4% 65 anys o més.
L'edat mediana era de 38 anys. Per cada 100 dones de 18 o més anys hi havia 111,6 homes.
La renda mediana per habitatge era de 31.250 $ i la renda mediana per família de 35.625 $. Els homes tenien una renda mediana de 21.528 $ mentre que les dones 19.063 $. La renda per capita de la població era de 13.998 $. Entorn del 10,5% de les famílies i el 12,2% de la població estaven per davall del llindar de pobresa.

## Poblacions més properes
El següent diagrama mostra les poblacions més properes.